# بوصير حلبي
البوصير الحلبي (باللاتينية: Verbascum alepense) نوع نباتي يتبع جنس البوصير من الفصيلة الغدبية.

## الموئل والانتشار
موطنه بلاد الشام وتركيا.